# Cocada (bebida)
La cocada es el nombre de una bebida de Venezuela, hecha, como su propio nombre indica, con coco, es popular en países del caribe.

## Origen
Se cree que es de origen margariteño, se extendió por Puerto La Cruz —estado Anzoátegui y actualmente en Macuto— estado Vargas es el lugar donde tiene más fama.

## Versiones

### Receta original: cocada margariteña
La original cocada margariteña se hace mezclando pulpa de coco fresco, agua de coco, hielo y azúcar al gusto. Esta mezcla se hace en una licuadora hasta obtener una textura granizada.

### Confusión de la receta original
En algunos establecimientos de la región central y parte del occidente de Venezuela (principalmente en el estado Falcón, específicamente en los alrededores del parque nacional Morrocoy) es común encontrar una variedad de cocada, que se hace a partir de mezclar leche con pulpa de coco, donde incluso se llega a ofrecer con leche condensada y/o canela. Esta bebida no se debe confundir con la original cocada margariteña, la cual no lleva ninguno de estos ingredientes que son más típicos de otra bebida venezolana llamada chicha. Se prefiere además que se use la pulpa del coco que aún esté muy fresco (de consistencia gelatinosa), ya que el coco maduro o "zarazo" posee una consistencia un poco más dura y al licuar deja residuos o "bagazo".

## Popularidad
Es bastante común encontrar esta bebida en las playas de Venezuela por su sabor dulce y refrescante, normalmente en puestos en los que se venden también bebidas alcohólicas caribeñas típicas como la piña colada o los daiquirís de melón y fresa.